# Heteropoda planiceps
Heteropoda planiceps este o specie de păianjeni din genul Heteropoda, familia Sparassidae. A fost descrisă pentru prima dată de Pocock, 1897. Conform Catalogue of Life specia Heteropoda planiceps nu are subspecii cunoscute.